# Vimukthi Jayasundara
Vimukthi Jayasundara, syng. විමුක්ති ජයසුන්දර (ur. 29 lipca 1977 w Ratnapurze) – lankijski reżyser, scenarzysta i producent filmowy. W swoich filmach często rozprawia się z tematem trwającej ponad 30 lat wojny domowej na Sri Lance oraz jej wciąż odczuwalnymi konsekwencjami.

## Życiorys
Laureat Złotej Kamery za najlepszy debiut reżyserski na 58. MFF w Cannes za film Zapomniany kraj (2005). Film ten został w jego własnym kraju zakazany, a ze względu na to, że Jayasundarze grożono śmiercią, przeniósł się on do Francji. 
Jego kolejny obraz, Pomiędzy dwoma światami (2009), startował w konkursie głównym na 66. MFF w Wenecji. Trzecia fabuła reżysera, nakręcone w Indiach Grzyby (2011), zaprezentowana została w sekcji "Quinzaine des Réalisateurs" w ramach 64. MFF w Cannes.
Jayasundara jest jedną z czołowych postaci współczesnego kina na Sri Lance. Sprawuje funkcję przewodniczącego Stowarzyszenia Filmowców Sri Lanki oraz prezesa Akademii Filmu i Telewizji w Kolombo.